# (2422) Perovskaya
(2422) Perovskaya es un asteroide perteneciente al cinturón de asteroides descubierto por Tamara Mijáilovna Smirnova el 28 de abril de 1968 desde el Observatorio Astrofísico de Crimea en Naúchni.

## Designación y nombre
Perovskaya fue designado al principio como 1968 HK1.
Posteriormente se nombró en honor de la revolucionaria rusa Sofia Peroskaya (1853-1881).

## Características orbitales
Perovskaya está situado a una distancia media de 2,329 ua del Sol, pudiendo alejarse hasta 2,788 ua y acercarse hasta 1,871 ua. Su inclinación orbital es 6,408° y la excentricidad 0,1969. Emplea en completar una órbita alrededor del Sol 1299 días.